# 노바키드
노바키드는 미국 캘리포니아주 샌프란시스코에 본사를 둔 온라인 영어 교육 플랫폼이다.

## 역사
노바키드는 2017년 막심 아자로프와 드미트리 말린이 설립했으며, 어린 학습자의 참여를 높이기 위해 게임화와 가상 현실 요소를 활용하는 플랫폼으로 출발했다.
2018년에는 터키와 폴란드 등으로 서비스를 확장했고, 2020년까지 유럽·중동·아시아 지역에서 운영 범위를 넓혔다.
2020년 코로나19 범유행 기간에는 플랫폼 이용자가 증가했으며, 같은 해 초 약 150만 달러의 시드 투자 이후 12월에 425만 달러 규모의 시리즈 A 투자를 유치했다. 2021년 8월에는 3,500만 달러 규모의 시리즈 B 투자를 발표했다.
2023년에는 흑자 전환을 달성한 것으로 보도되었고, 2024년에는 영국 기반 유아 영어 학습 앱 링구미(Lingumi)를 인수하여 ‘노바키드 주니어’라는 인공지능 기반 아동 학습 부서를 신설했다.

## 플랫폼
노바키드는 온라인 가상 요소와 실시간 수업을 결합한 ‘가상 교실’ 환경에서 영어 수업을 제공한다. 학습 동기를 높이기 위한 게임화 기법을 사용하고, 학부모 대시보드에서 학습 진행 상황을 추적할 수 있으며, 연습 문제·퀴즈·VR 콘텐츠 등을 제공한다. 커리큘럼은 라이브 수업과 어휘·문법 활동을 결합하는 방식이다.
2024년 기준 활성 이용자는 7만 명 이상으로 보도되었다.